# Miss Intercontinental 2013
Miss Intercontinental 2013 fue la cuadragésima segunda (42.ª) edición del certamen Miss Intercontinental, correspondiente al año 2013; la cual se llevó a cabo el 14 de diciembre en Magdeburgo, Alemania. Candidatas de 59 países y territorios autónomos compitieron por el título. Al final del evento, Daniela Xanadú Chalbaud Maldonado, Miss Intercontinental 2012 de Venezuela, coronó a Ekaterina Plekhova, de Rusia, como su sucesora.

## Resultados
| Posiciones                 | Candidata |
| -------------------------- | --- |
| Miss Intercontinental 2013 | - Rusia - Ekaterina Plekhova |
| Primera Finalista          | - Puerto Rico - Aleyda Enid Ortiz Rodríguez |
| Segunda Finalista          | - Colombia - Margarita María Peralta Tovar |
| Tercera Finalista          | - Filipinas - Andrea Koreen Garcia Medina |
| Cuarta Finalista           | - Sudáfrica - Kayla Nel |
| Top 15                     | - Alemania - Elena Schmidt - Argentina - Josefine Ana Jiménez - Costa Rica - Brenda Jasmín Muñoz Hernández - Curazao - Yolanda Cristal Smallegange - Hungría - Timár Brigitta - Inglaterra - Alexandra Devine - Nueva Zelanda - Hannah Helen Langley Carson - Panamá - Sara del Carmen Bello Herrera - Polonia - Natalia Daria Piguła - Tailandia - Keeratiga Jaruratjamon |

### Reinas Continentales
| Continente     | Candidata                                   |
| -------------- | ------------------------------------------- |
| África         | - Sudáfrica - Kayla Nel                     |
| Asia y Oceanía | - Filipinas - Andrea Koreen Garcia Medina   |
| Europa         | - Rusia - Ekaterina Plekhova                |
| Norteamérica   | - Puerto Rico - Aleyda Enid Ortiz Rodríguez |
| Sudamérica     | - Colombia - Margarita María Peralta Tovar  |

## Premiaciones
| Premio                 | Candidata                                   |
| ---------------------- | ------------------------------------------- |
| Miss Simpatía          | - Alemania - Elena Schmidt                  |
| Miss Fotogénica        | - Portugal - Berth Klarrenn Elouga          |
| Miss Prensa            | - Turquía - Fulya Nigar Kilic               |
| Mejor Traje Nacional   | - Panamá - Sara del Carmen Bello Herrera    |
| Mejor en Traje de Baño | - Puerto Rico - Aleyda Enid Ortiz Rodríguez |
| Mejor en Traje de Gala | - Argentina - Josefine Ana Jiménez          |
| Mejor Sonrisa          | - Puerto Rico - Aleyda Enid Ortiz Rodríguez |

## Candidatas
59 candidatas compitieron por el título:
(En la tabla se utiliza su nombre completo, los sobrenombres van entrecomillados y los apellidos utilizados como nombre artístico, entre paréntesis; fuera de ella se utilizan sus nombres «artísticos» o simplificados).
| País/Territorio      | Candidata                        | Edad | Residencia              |
| -------------------- | -------------------------------- | ---- | ----------------------- |
| Albania              | Vivian Canaj                     | 18   | Tirana                  |
| Alemania             | Elena Schmidt                    | 25   | Berlín                  |
| Argentina            | Josefine Ana Jiménez             | 18   | Buenos Aires            |
| Australia            | Brydie Grossman                  | 18   | Geelong                 |
| Barbados             | Shontonia Adrienna Hall          | 18   | Bridgetown              |
| Bolivia              | Rachelle Sharon Guislain Soria   | 20   | Santa Cruz de la Sierra |
| Bonaire              | Kathry Clarisse Perez            | 21   | Kralendijk              |
| Canadá               | Vanessa Mary Anita Muff          | 18   | Toronto                 |
| China                | Wang Siyue                       | 19   | Pekín                   |
| Colombia             | Margarita María Peralta Tovar    | 19   | Villavicencio           |
| Corea del Sur        | Sung Hye-won                     | 25   | Seúl                    |
| Costa Rica           | Brenda Jasmín Muñoz Hernández    | 19   | Santa Cruz              |
| Cuba                 | Brianna Ortiz                    | 24   | Miami                   |
| Curazao              | Yolanda Cristal Smallegange      | 19   | Willemstad              |
| Dinamarca            | Alexandria Eissinger             | 23   | Roskilde                |
| El Salvador          | Julia Marcela Rivera Saldana     | 22   | San Salvador            |
| Escocia              | Danielle Lynch                   | 24   | Stirling                |
| España               | Ariane de Andrés Arondo          | 21   | Munguía                 |
| Estados Unidos       | Chrissy Elise Reynoso            | 20   | Florida City            |
| Filipinas            | Andrea Koreen Garcia Medina      | 18   | Santa Rosa              |
| Gabón                | Henriette Mbou Wouono Oyima      | 25   | Libreville              |
| Gales                | Chloe-Beth Morgan                | 27   | Cwmbran                 |
| Georgia              | Nuka Karalashvili                | 22   | Tiflis                  |
| Grecia               | Sophia Galanaki                  | 19   | Atenas                  |
| Guadalupe            | Mélissandre Brudey               | 18   | Basse-Terre             |
| Guatemala            | María de los Ángeles Gaitán Cruz | 19   | Ciudad de Guatemala     |
| Guinea Ecuatorial    | Restituta Mfumu Nguema Okomo     | 19   | Micomeseng              |
| Honduras             | Ashley Yisel Ayala               | 20   | San Pedro Sula          |
| Hungría              | Timár Brigitta                   | 21   | Kiskunfélegyháza        |
| India                | Sharon Rhea Fernandes            | 25   | Bombay                  |
| Inglaterra           | Alexandra Devine                 | 23   | Tees Valley             |
| Kosovo               | Emine Aliu                       | 18   | Pristina                |
| Letonia              | Anzelina Lucenko                 | 21   | Jūrmala                 |
| Líbano               | María Laura García Roko          | 22   | Esperanza               |
| Luxemburgo           | Cynthia Marie de Moura Varela    | 22   | Luxemburgo              |
| Malasia              | Julies Lucas                     | 26   | Miri                    |
| Malta                | Jade Cini                        | 18   | La Valeta               |
| Martinica            | Julie Anne-Laure Lebrasseur      | 19   | Ducos                   |
| México               | Dayra Melissa Espinoza Lizárraga | 22   | Culiacán                |
| Nepal                | Osika Neupane                    | 20   | Katmandú                |
| Nigeria              | Chiamaka Okafor                  | 23   | Yenagoa                 |
| Nueva Zelanda        | Hannah Helen Langley Carson      | 25   | Auckland                |
| Países Bajos         | Danielle Bubberman               | 20   | Kudelstaart             |
| Panamá               | Sara del Carmen Bello Herrera    | 25   | Las Tablas              |
| Perú                 | Odilia Pamela García Pineda      | 26   | Lima                    |
| Polonia              | Natalia Daria Piguła             | 19   | Lodz                    |
| Portugal             | Berth Klarrenn Elouga            | 18   | Lisboa                  |
| Puerto Rico          | Aleyda Enid Ortiz Rodríguez      | 25   | Bayamón                 |
| República Dominicana | Paloma Massiel Almonte Reynoso   | 24   | Puerto Plata            |
| República Eslovaca   | Lucia Kačurová                   | 24   | Poprad                  |
| Rumania              | Teodora-Ioana Saramet            | 19   | Sibiu                   |
| Rusia                | Ekaterina Plekhova               | 23   | San Petersburgo         |
| Sri Lanka            | Ayomi Manoja Hirumali Vithanage  | 20   | Colombo                 |
| Sudáfrica            | Kayla Nel                        | 20   | Pretoria                |
| Tailandia            | Keeratiga Jaruratjamon           | 18   | Phitsanulok             |
| Taiwán               | Meng-Yin Hung                    | 20   | Taipéi                  |
| Turquía              | Fulya Nigar Kilic                | 24   | Estambul                |
| Ucrania              | Daria Belinskih                  | 19   | Kiev                    |
| Venezuela            | Iswill Carolina Raben Ortega     | 19   | Caracas                 |

### Candidatas retiradas
- Aruba - Jarnely Martinus
- Bahamas - Andria Miller
- Ghana - Naomi Tetteh Bafloe
- Haití - Nikita Chenet
- Indonesia - Silvia Kurniawan
- Suecia - Nina Charlotte Sjölin

### Candidatas reemplazadas
- Sri Lanka - Simerene Rabot fue reemplazada por Ayomi Manoja Hirumali Vithanage.

## Datos acerca de las delegadas
Algunas de las delegadas del Miss Intercontinental 2013 han participado en otros certámenes internacionales de importancia:
- Vivian Canaj (Albania) participó sin éxito en Top Model of The World 2013, representando a Kosovo, y Miss Grand Internacional 2014.
- Elena Schmidt (Alemania) participó sin éxito en Miss Intercontinental 2007.
- Vanessa Mary Anita Muff (Canadá) participó sin éxito en Miss Teen Internacional 2011 y Miss T.E.E.N. Pageant 2013.
- Margarita María Peralta Tovar (Colombia) fue primera finalista en el Reinado Panamericano de la Caña de Azúcar 2012.
- Sung Hye-won (Corea del Sur) participó sin éxito en Miss Grand Internacional 2014.
- Brenda Jasmín Muñoz Hernández (Costa Rica) participó sin éxito en Miss Continentes Unidos 2013, Reinado Internacional del Café 2014, Reina Hispanoamericana 2015 y Miss Grand Internacional 2022.
- Brianna Ortiz (Cuba) fue semifinalista en Top Model of the World 2011/2012.
- Alexandria Eissinger (Dinamarca) participó sin éxito en Miss Supranacional 2013.
- Henriette Mbou Wouono Oyima (Gabón) participó sin éxito en Miss Humanidad Internacional 2013.
- Chloe-Beth Morgan (Gales) participó sin éxito en Miss Mundo 2009 y Miss Universo 2011, representando a Gran Bretaña, y segunda finalista en Miss Internacional 2009 representando a Reino Unido.
- Nuka Karalashvili (Georgia) participó sin éxito en Miss Turismo Internacional 2009, Miss Mundo 2015 y Miss Universo 2016.
- Restituta Mfumu Nguema Okomo (Guinea Ecuatorial) participó sin éxito en Miss Mundo 2013.
- Jade Cini (Malta) participó sin éxito en Miss Model of the World 2014, Best Model of the World 2015, Miss Intercontinental 2016 y Miss Universo 2021 y semifinalista en Top Model of the World 2015.
- Julie Anne-Laure Lebrasseur (Martinica) participó sin éxito en Miss Mundo 2013.
- Hannah Helen Langley Carson (Nueva Zelanda) participó sin éxito en Miss Internacional 2012.
- Odilia Pamela García Pineda (Perú) fue segunda finalista en Miss Maja Mundial 2006, semifinalista en Miss Tierra 2007 y participó sin éxito en Miss Mundo 2011.
- Natalia Daria Piguła (Polonia) fue primera finalista en el Reinado Internacional del Café 2020 y participó sin éxito en Miss Universo 2020.
- Berth Klarrenn Elouga (Portugal) participó sin éxito en Miss Tierra 2015.
- Paloma Massiel Almonte Reynoso (República Dominicana) fue ganadora de Miss Teenager World 2006 y participó sin éxito en Top Model of the World 2007/2008.
- Keeratiga Jaruratjamon (Tailandia) fue semifinalista en Miss Internacional 2018.
- Daria Belinskih (Ucrania) fue segunda finalista en Miss Freedom of the World 2014.

## Sobre los países en Miss Intercontinental 2013

### Naciones debutantes
| - Albania - Barbados - Gabón | - Guinea Ecuatorial - Nepal |

### Naciones que regresan a la competencia
Compitió por última vez en 2006:
- Malasia

Compitió por última vez en 2009:
- Nigeria

Compitieron por última vez en 2011:
- Argentina
- Corea del Sur
- Cuba
- El Salvador
- Grecia
- Guatemala
- Honduras
- Kosovo
- Luxemburgo
- Martinica
- Perú

### Naciones ausentes
Bélgica,  Bosnia y Herzegovina,  Brasil,  Egipto,  Irlanda,  Japón,  Macedonia,  Noruega,  Paraguay,  Singapur,  Suecia y  Uruguay no enviaron una candidata este año.